# Station Sury-le-Comtal
Station Sury-le-Comtal is een spoorwegstation in de Franse gemeente Sury-le-Comtal.